# 1845 az irodalomban
Az 1845. év az irodalomban.

## Események
- Arany Jánosnak a Kisfaludy Társaság pályázatára beküldött vígeposza, Az elveszett alkotmány pályadíjat nyer (1846 elején hirdetik ki), de egyelőre nem jelenik meg nyomtatásban.

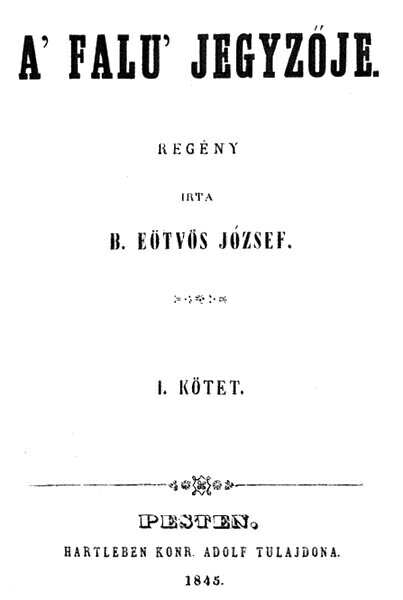
A falu jegyzője

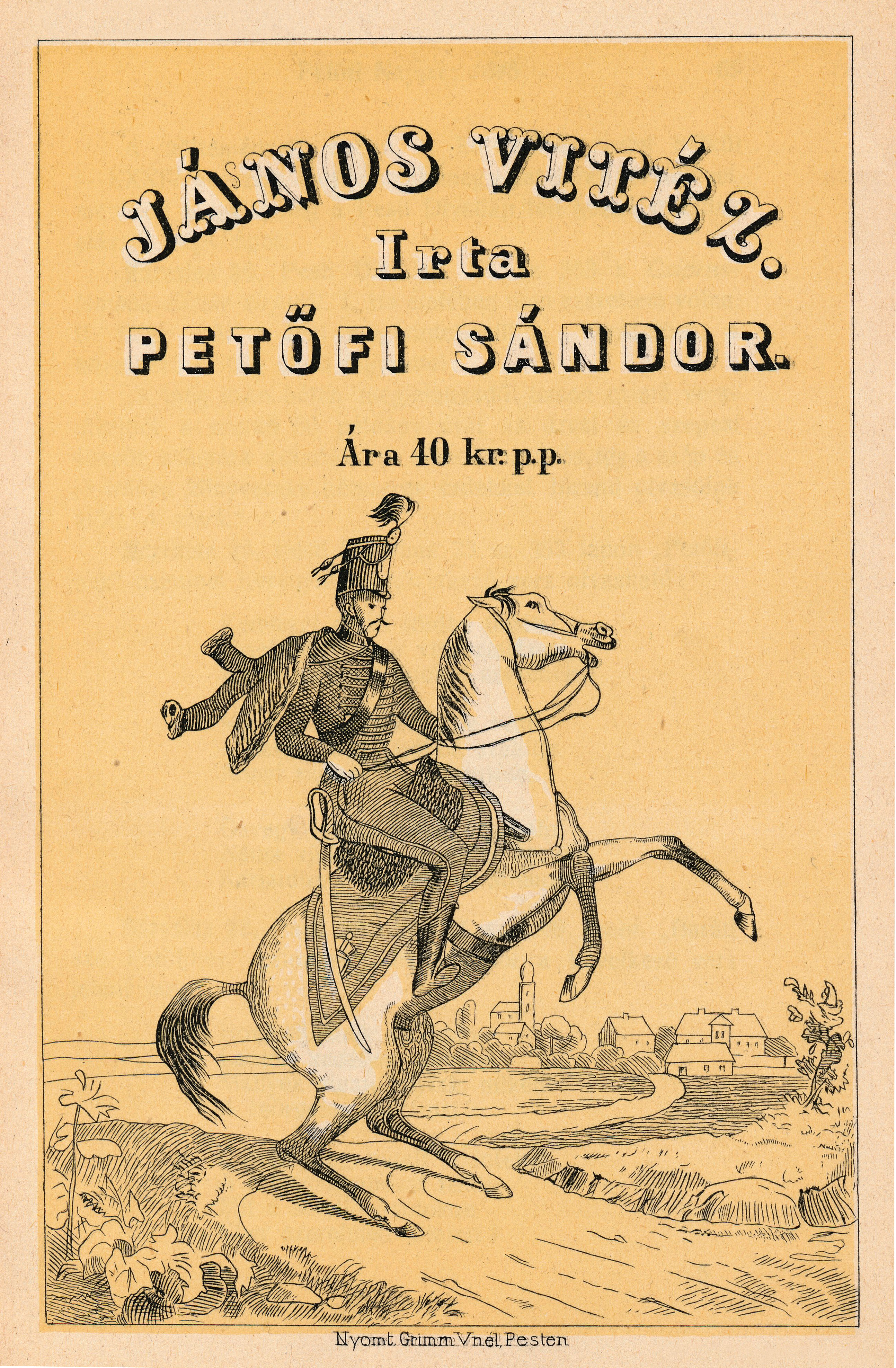
János vitéz, az 1845. évi kiadás borítója

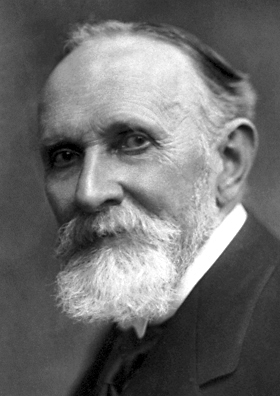
Carl Spitteler

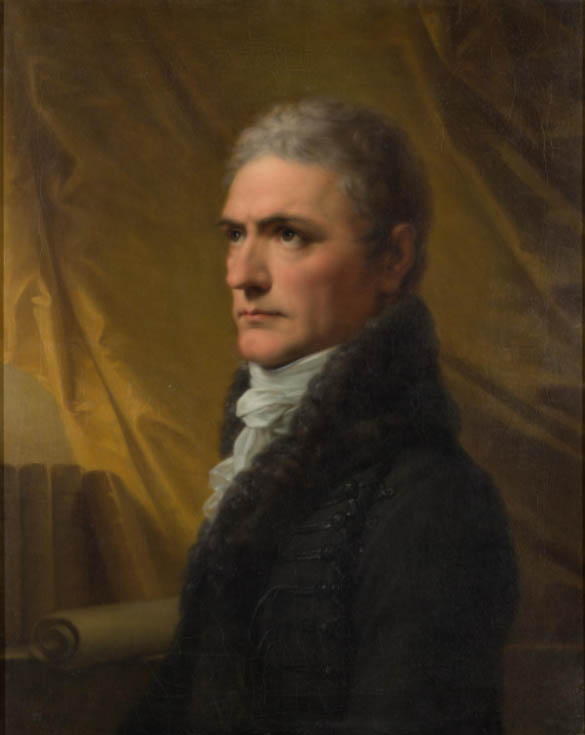
Batsányi János

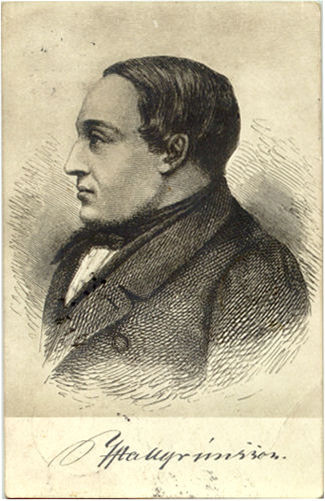
Jónas Hallgrímsson

## Megjelent új művek
- Charles Dickens: Tücsök szól a tűzhelyen [vagy: A tűzhely tücske] (The Cricket on the Hearth)
- Id. Alexandre Dumas regényei:
  - Monte Cristo grófja (Le Comte de Monte-Cristo), folytatásokban: III. rész – 1845. júniustól 1846. január közepéig (az I-II. rész – 1844-ben)
  - Húsz év múlva (Vingt ans Après), (A három testőr folytatása)
  - Margot királyné (La Reine Margot)

### Költészet
- Almeida Garrett portugál költő, író verseskötete: Flores sem fruto (Meddő virágzás, – virágok gyümölcs nélkül)
- Petar Petrović-Njegoš (Petar II Petrović-Njegoš) montenegrói fejedelem, költő szerb nyelven írt „világirodalmi jelentőségű”[1] elbeszélő költeménye: Луча микрокозма / Luča mikrokozma (A mikrokozmosz fénye)
- január 29. – Edgar Allan Poe verse, A holló (The Raven)

### Magyar nyelven
- Eötvös József regénye: A falu jegyzője
- Petőfi Sándornak az év folyamán Pesten négy kötete lát napvilágot:
  - március 6. – János vitéz, verses mese
  - március közepén – Cipruslombok Etelka sírjáról (előfizetés alapján jelenik meg)
  - Szerelem gyöngyei
  - Versek (1844–1845, a kötet november első felében kerül ki sajtó alól)
- Vörösmarty Mihály költeménye: Gondolatok a könyvtárban (a Pesti Divatlapban)
  - Czillei és a Hunyadiak, történeti dráma öt felvonásban. Bemutatója megjelenése előtt, 1844-ben volt a Nemzeti Színházban

## Születések
- március 17. – Heinrich Gusztáv irodalomtörténész, a hazai pozitivista irodalomtörténet kiemelkedő képviselője († 1922)
- április 24. – Carl Spitteler Nobel-díjas svájci költő († 1924)
- augusztus 10. – Ibrahim Abaj Kunanbajuli kazah költő, énekmondó, filozófus, műfordító, a kazah irodalmi nyelv megteremtőinek egyike († 1904)
- november 25. – José Maria de Eça de Queirós portugál regényíró († 1900)
- november 29. – Dóczy Lajos költő, drámaíró, műfordító, a Faust fordítója († 1918)

## Halálozások
- május 12. – Batsányi János magyar költő (* 1763)
- május 12. – August Wilhelm Schlegel német költő, műfordító, műkritikus, a német romantika egyik úttörője (* 1767)
- május 26. – Jónas Hallgrímsson izlandi költő, a romantika egyik első képviselője Izlandon (* 1807)